# Jerzy Kolasiński (chirurg)
Jerzy Kolasiński (ur. 17 stycznia 1956 w Gorzowie Wielkopolskim) – polski lekarz chirurg, doktor nauk medycznych.

## Życiorys
W 1980 roku ukończył studia medyczne w Uniwersytecie Medycznym im. Karola Marcinkowskiego w Poznaniu. Specjalizował się w chirurgii ogólnej w oddziale chirurgicznym szpitala im. Franciszka Raszei pod kierownictwem prof. dr hab.n.med. Jana Fibaka. Egzamin na pierwszy stopień chirurgii ogólnej zdał w 1983, a na drugi stopień chirurgii ogólnej w 1987. Stopień naukowy doktora nauk medycznych uzyskał w 1986. Specjalizację z chirurgii plastycznej realizował w Szpitalu Uniwersyteckim im. Antoniego Jurasza w Bydgoszczy pod kierunkiem prof. dr hab.n.med. Henryka Witmanowskiego uzyskując stopień specjalisty chirurga plastyka w roku 2016.
Zawodowo związany z założoną przez siebie w 1984 Kliniką Kolasiński, prywatnym podmiotem medycznym zajmującym się chirurgią plastyczną, estetyczną, ortopedią, dermatologią, trychologią i medycyną przeciwstarzeniową. Prowadził liczne kursy z zakresu chirurgii plastycznej i estetycznej m.in. w Polsce, USA, Wielkiej Brytanii, Francji, Włoszech, Hiszpanii, Iranie. W grudniu 1984 wykonał pierwszy w Polsce zabieg przeszczepu włosów. Założyciel Polskiego Towarzystwa Chirurgii Odtwórczej Włosów. Aktywny członek International Society of Hair Restoration Surgery, International Society of Aesthetic Plastic Surgery i Polskiego Towarzystwa Chirurgii Plastycznej, Rekonstrukcyjnej i Estetycznej. W październiku 2017 zorganizował w Polanicy-Zdroju największe na świecie warsztaty przeszczepu włosów FUE Immersion. Inicjator współpracy w zakresie chirurgii plastycznej krajów grupy wyszehradzkiej. W marcu 2019 zorganizował w Polanicy-Zdroju pierwszą konferencję chirurgii plastycznej Visegrad Plastic Surgery Conference. Autor ponad 200 artykułów i wystąpień z zakresu chirurgii ogólnej, chirurgii plastycznej i estetycznej.
Od 1972 uprawia szybownictwo. W roku 2000 zdobył tytuł Szybowcowego Mistrza Polski, a w kolejnych latach był trzykrotnie wicemistrzem Polski. W 2012 jako ósmy Polak pokonał trasę trójkąta 1000 km. Trzykrotnie ustanowił szybowcowy rekord Polski: na trasie trójkąta 300 km (2000), trójkąta 400 km (2012) i trójkąta 1140 km (2014). W latach 1996–2003 był kapitanem szybowcowej reprezentacji Polski.
W roku 1999 został uhonorowany przez Aeroklub Polski Medalem im. Czesława Tańskiego.
W grudniu 2011 przyznano mu tytuł Menedżera Roku w Ochronie Zdrowia w kategorii NZOZ w konkursie „Sukces Roku 2011 w Ochronie Zdrowia – Liderzy Medycyny” organizowanym przez wydawnictwo Termedia.
W roku 2012 Międzynarodowa Federacja Lotnicza FAI przyznała mu Dyplom im. Paula Tissandiera w dowód uznania za zaangażowanie w rozwój lotnictwa sportowego.
W 2018 jako pierwszy Polak otrzymał nagrodę Platinum Follicle Award przyznawaną za znaczący wkład w rozwój i dokonania w dziedzinie nauki oraz edukacji na rzecz International Society of Hair Restoration Surgery.
W dniu 23 września 2020 jako pierwszy Polak otrzymał nagrodę „The Best Case Repport – Gold Paper” przyznawaną przez największy magazyn chirurgii plastycznej na świecie Plastic and Reconstructive Surgery Global Open za publikację pt.: „Total Breast Reconstruction with Fat Grafting Combined with Internal Tissue Expansion”.
Ojciec – Bogdan Kolasiński
, lekarz pediatra, w czasie II wojny światowej członek AK, za udział w tajnej produkcji pistoletów maszynowych „Sten” w Suchedniowie zesłany do obozu KL Auschwitz-Birkenau.
Dziadek – Jerzy Kolasiński, lekarz, powstaniec Wielkopolski.